# Hýl boninský
Hýl boninský (Carpodacus ferreorostris; japonsky オガサワラマシコ) je vyhynulý druh pěnkavovitého ptáka z rodu Carpodacus, který se vyskytoval pouze na japonském ostrově Čičidžima.

## Popis
Hýl boninský byl dlouhý 20 cm. Sameček měl krk a horní část hrudníku oranžové zbarvené, dolní část hrudníku byla bílá. Zbytek peří byl olivově hnědý. Zobák a nohy byly černé až hnědé. Samičky byly světle hnědé, s nažloutlou hlavičkou a tmavě hnědým peřím na bocích. Mezi dochovanými kožkami existují značné rozdíly. Je možné, že se jedná o exempláře z jiných ostrovů a představují jiné poddruhy či dokonce jiný druh.

## Životní styl a strava
Tento druh žil obvykle samotářsky nebo ve dvojicích. Jeho strava se skládala z ovoce a pupenů stromů a nízkých keřů. Jeho zpěv byl měkký, čistý a vysoký, podle situace ale mohl být i protáhlý, samostatný a v rychlém sledu.

## Rozšíření
Prokazatelně žil jen na ostrově Čičidžima. Existují nepodložené zprávy, že se mohl vyskytovat také na ostrovech Hahadžima, Anidžima a Ototodžima, Čičidžima je ale jediným místem, kde byl pozorován.

## Vyhubení
Hýl boninský byl objeven expedicí kapitána Beecheho na ostrovech v Tichém oceánu, která roku 1827 na ostrově Čičidžima získala dva exempláře. Následující rok získal Heinrich von Kittlitz několik dalších exemplářů. Největším problémem pro ptáky na ostrovech bylo, že ostrovy byly dobrým přístavem pro projíždějící velrybářské lodě. V roce 1854 ostrov Čičidžima navštívil přírodovědec William Stimpson, již zde ale žádného živého ptáka nenašel. Zato zde žili introdukovaní potkani, divoké kozy, ovce, psi, kočky a prasata. Nepotvrzené záznamy o existenci nicméně pocházejí z blízkého ostrova Hahadžima ještě z 80. let 19. století.
Ze vzorků, které byly dříve shromážděny, je stále k vidění 10 exemplářů ptáka v muzejních sbírkách.

## Galerie
- Video samečka
- Video samičky